# Alcestis pallescens
Alcestis pallescens är en insektsart som beskrevs av Stsl 1862. Alcestis pallescens ingår i släktet Alcestis och familjen Tropiduchidae. Inga underarter finns listade i Catalogue of Life.